# Tripálio

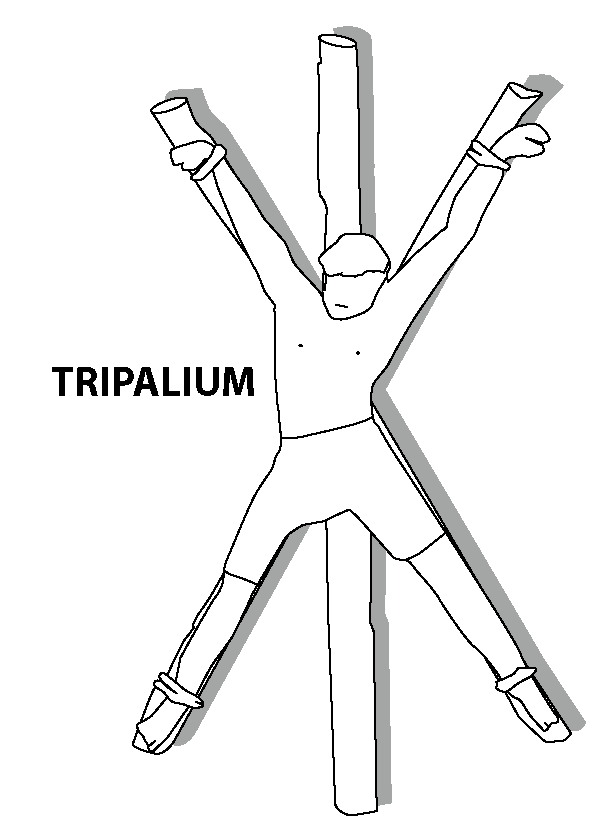
Possível aparência de um tripalium

Tripálio (em latim: Tripalium) era um instrumento feito de três paus aguçados, algumas vezes ainda munidos de pontas de ferro, no qual os agricultores bateriam o trigo, as espigas de milho, para rasgá-los, esfiapá-los. A maioria dos dicionários, contudo, registra tripálio apenas como instrumento de tortura, o que teria sido originalmente, ou se tornado depois.
Tripálio (do latim tardio "tri" (três) e "palus" (pau); literalmente, "três paus") é um instrumento romano de tortura, no qual eram supliciados os escravos. Daí derivou-se o verbo do latim vulgar tripaliare (ou trepaliare), que significava, inicialmente, torturar alguém no tripálio.
É comumente aceito, na comunidade linguística, que esses termos vieram a dar origem, no português, às palavras "trabalho" e "trabalhar", embora no sentido original o "trabalhador" seria um carrasco, e não a "vítima".